# Gwisil Boksin
Gwisil Boksin (muerto en 663) era un general militar del reino coreano de Baekje. Es recordado principalmente como un líder de un movimiento para la restauración de Baekje después de que el reino cayera en 660. Él era un primo distante de Rey Uija, Baekje último reconocido del rey. Él era de la Gwisil Clan o Kwisil (;Japonés:鬼室 Kishitsu).
En 660, Baekje fue atacada por los ejércitos aliados de Silla y la Dinastía Tang China. La capital, Sabi, fue tomada, pero Boksin resistió cerca del moderno-día Yesan. Después de la rendición del rey Uija a la Dinastía Tang China, Boksin y el monje Dochim han encendido un movimiento de restauración. Enviaron al príncipe Buyeo Pung, que había vivido como rehén en Japón período de Yamato, un importante aliado de Baekje. Con ayuda japonesa, que reunieron los restos del ejército de Baekje y lanzaron una serie de ataques contra las fuerzas de Silla-Tang.
En 663, Silla y Tang contraatacaron y sitiaron el movimiento de restauración en una fortaleza conocida como Castillo Juryu (주류성/周留城). En este punto Boksin parece haber traicionado el movimiento de restauración. Había muertos y Dochim procuró matar a príncipe Pung. Sin embargo, Pung primero lo mató y huyó a Goguryeo. El movimiento de restauración fue destruido poco después en la batalla de Baekgang.
La ubicación del Castillo de Juryu, en la que la vida de Boksin llegó a su fin, ahora se cree generalmente que la fortaleza de la montaña de Ugeumam en el Condado de Buan, Jeolla del Norte.
Rituales para propiciar a los espíritus de Boksin y Dochim todavía se celebran anualmente en el pueblo de Eunsan-ri en Condado de Buyeo, cerca de la antigua capital de Baekje.
Su hijo Gwisil Jipsa (鬼室集斯 Kwisil Chip-sa; Japonés: Kishitsu Shushi) se iría a migrar a Japón en el año octavo del emperador Tenji (676). Shushi sería el antepasado de algunos clanes japoneses tales como el clan de Kikuchi de Higo, en Kyushu.